# The Gardeners' Chronicle

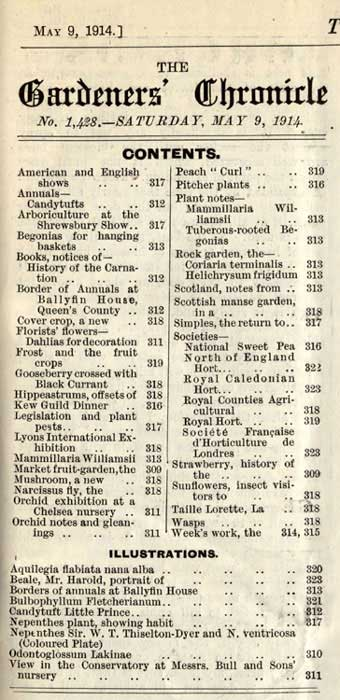
La copertina di un'edizione del 1914

The Gardeners' Chronicle è stato un periodico britannico di orticoltura. È riuscito a protrarsi in veste di titolo indipendente per ben 145 anni, ed è ancora oggi presente come parte della rivista Horticulture Week, che l'ha inglobato nel 1986.

## Storia
Fondato nel 1841 dagli orticoltori Joseph Paxton, Charles Wentworth Dilke, John Lindley e dal tipografo William Bradbury, The Gardeners' Chronicle  aveva originariamente le caratteristiche di un giornale tradizionale, con notizie sia nazionali che straniere, ed una grande quantità di materiale inviato da giardinieri e scienziati, riguardante diversi aspetti del mondo del giardinaggio, come suggerisce il titolo traducibile in "Cronaca dei Giardinieri".
I primi editori della rivista, John Lindley e successivamente Paxton, erano anche tra i suoi fondatori. Tra i contributori di spicco figuravano Charles Darwin e Joseph Hooker.
The Gardeners' Chronicle ebbe un notevole successo e un'ampia tiratura, probabilmente agevolati dal discreto numero di lettori internazionali.
La rivista era inoltre nota per la sua ampia sezione pubblicitaria. Quando nel 1845 la tassa sul vetro, introdotta in Gran Bretagna nel 1736, fu abolita, l'enorme interesse generato dalla Grande Esposizione rese possibile la diffusione di serre personali e su piccola scala, che venivano abbondantemente pubblicizzate dalla rivista: molte di queste erano progettate dallo stesso Joseph Paxton, che vendendole ne ricavava un cospicuo guadagno.

## Titoli successivi
- 1841–1855: The Gardeners' Chronicle
- 1856–1873: The Gardeners' Chronicle and Agricultural Gazette
- 1874–1886: The Gardeners' Chronicle. New Series (volumi 1–26)
- 1887–1956: The Gardeners' Chronicle. Third Series (volumi 1–139)
- 1957-1963: Gardeners Chronicle & Gardening Illustrated (voll. 140-154)
- 1964-1968: Gardener's Chronicle: The Magazine of Advanced Gardening (voll. 155-164)
- 1969-1971: Gardeners' Chronicle & New Horticulturist (voll. 165-170)
- 1972-1977: Gardeners' Chronicle: The Horticultural Trade Journal (voll. 171-182)
- 1978-1985: Gardeners' Chronicle & Horticultural Trade Journal: The Horticulture & Amenity Weekly (volumi 183–197)
- 1985: Gardeners Chronicle & Horticultural Trade Journal: The Horticulture Week (vol.198)
- Dal 1986 in poi: Horticulture Week (volumi 199-221; non più numerati dal 1997) ISSN 0269-9478 (WC · ACNP)